# Уаутла-де-Хименес
Уаутла-де-Хименес — город и муниципалитет в мексиканском штате Оахака. Входит в состав округа Теотитлан на севере региона Каньяда.
Название Уаутла происходит от языка науатль. На языке масатеков город называется «Техао». Вторая часть «Де Хименес» была добавлена в честь генерала Мариано Хименеса, первого губернатора штата Оахака в 1884 году и первого официального лица, прибывшего на земли масатеков. Он основал город Уаутла-де-Хименес, который сейчас является административным центром муниципалитета.
Происхождение города неизвестно, но документы о дани свидетельствуют, что это был крупнейший город в регионе масатеков в поздний постклассический период, когда город платил дань империи ацтеков.

## Муниципалитет

### География
Территория муниципалитета составляет 71,45 м². км 2 . Он расположен к северо-западу от столицы штата Оахака и граничит на севере с Санта-Мария-Чильчотла и Сан-Хосе-Тенанго. Ближайший город — Теуакан. Высота над уровнем моря варьируется от 1180 до 1820 метров над уровнем моря. Административный центр муниципалитета находится на высоте 1560 метров над уровнем моря. Орография соответствует Сьерра-Мадре-де-Оахака, топографический рельеф которой сильно расчленен и образован холмами разной высоты. В муниципалитете нет крупных рек, а есть лишь ручьи. В муниципалитете нет озёр, но есть малые водоёмы. Есть также водопады, самым важным из которых является Ла-Регадера, расположенный на дороге, ведущей из Джимс-Уаутлы.
В муниципалитете находится ряд пещер, являющихся самыми глубокими в Западном полушарии, включая систему Уаутла, пещеру Ниндо-да-Ге, систему Чеве и Сотано-де-Сан-Агустин, которые хорошо известны в мире спелеологии.

### Климат
Климат в целом умеренно-влажный, с дождями большую часть года, за исключением жаркой и дождливой весны. По состоянию на 2005 год среднее количество осадков колебалось от 244 до 406 см3 в год; по вечерам и иногда в течение дня муниципалитет покрыт сильным туманом. По состоянию на 2005 год средняя температура в Уаутле составляла 18,9 °C; самая низкая зарегистрированная температура была 4 °C в зимний сезон и максимум 37 °C в во время засухи.

### Население
По данным переписи INEGI 2005 года, общая численность населения муниципалитета составляла 31 829 жителей.
| Год  | Численность | Численность |
| ---- | ----------- | ----------- |
| 2015 | 31 551      | [ 1 ]       |

## Город
Уаутла-де-Хименес считается местом рождения Марии Сабины, курандеры масатеков, известной своим использованием грибов псилоцибе. После публикации статьи под названием «В поисках волшебного гриба» Роберта Гордона Уоссона в выпуске журнала Life 13 мая 1957 года, ряд известных деятелей культуры, включая Джона Леннона и Боба Дилана, предположительно посетили Уаутла-де-Хименес, ища духовного руководства Марии Сабины и других шаманских целителей. Туристы посещают город, чтобы купить ткани ручной работы, изготовленные местными женщинами, и попробовать эндемичные энтеогенные грибы.